# Tatooine (Star Wars)
Tatooine es un planeta ficticio del universo de Star Wars. Su nombre proviene de la región tunecina Tataouine, donde se rodaron algunas escenas de la saga cinematográfica. Es el planeta de Luke Skywalker y el lugar de nacimiento de su padre, Anakin Skywalker. 

## Descripción
Tatooine es un planeta desértico (menos del 1% de la  superficie esta cubierto de agua); la única forma de hallar agua es extrayéndola de la humedad de la atmósfera. Posee dos soles, que crean una atmósfera muy calurosa. No tiene un gobierno establecido, por lo que es un banquete para bandidos, traficantes y cazarrecompensas. Mantiene algunas zonas geográficas pobladas, como la Gran Llanura Salada de Chott, el Mar de Dunas del Norte, la Gran Meseta de Mesra, o los Eriales de Jundland.

## Población
Los nativos de este planeta son los jawas, una raza de diminutas criaturas que se cubren completamente el cuerpo con túnicas marrones para protegerse de los dos soles del planeta. Otra especie es la de los tusken o moradores de las arenas, que son muy agresivos y ven las colonias del planeta como invasoras de sus dominios.
Por lo desolado que es el planeta una de sus atracciones más importantes era la de carreras de vainas, donde pilotos de innumerables sistemas estelares se reunían a competir. Uno de ellos (el único humano) fue Anakin Skywalker, quien ganó por primera y última vez una carrera de estas. Al ganar la carrera ganó su libertad y viajó a Coruscant a entrenarse como jedi. En el planeta permaneció su madre Shmi Skywalker, como esclava de Watto, un chatarrero del puerto de Mos Espa. Luego ésta sería liberada y contraería matrimonio con Cliegg Lars, padre de Owen Lars.

### Flora
Las especies arbóreas son raras, en su mayoría espinosas. La mayoría fueron plantadas por un ithoriano exiliado.

### Fauna
Increíblemente en este tan desolado planeta se ha desarrollado una fauna bastante numerosa, que cuenta con diversas especies como:
- Banthas
- Rontos
- Eopies
- Dewbacks
- Dragones krayt
- Massiffs
- Ratas womp
- Sarlacc
- Rancor

## Arquitectura

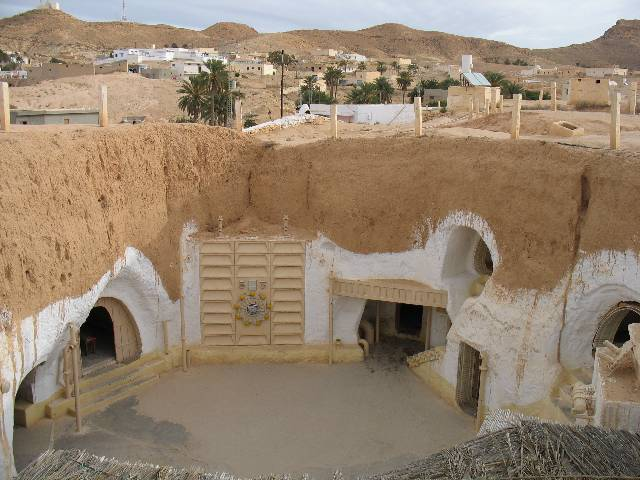
Hotel Sidi Driss en Matmata, Túnez. Aquí se rodaron las escenas del hogar de Luke Skywalker.

Son típicas del planeta las casas subterráneas, adaptadas a las áridas condiciones del mismo. De hecho están inspiradas en las viviendas reales existentes en la región tunecina de Tataouine, cuyo clima real puede asemejarse al de este planeta ficticio.
Otro elemento destacable es el circuito para carreras de pods. Este aprovecha la orografía del terreno (acantilados rocosos y profundos valles secos y llanuras desérticas) para la construcción de las gradas y para la pista del circuito.

### Ciudades
Antes de que el ascenso del Imperio obligara al señor del crimen Jabba el Hutt a transferir sus actividades, Mos Espa era la mayor ciudad de Tatooine y, en cierto modo, su capital. Su puerto espacial, cerca del cual se encuentra el taller de chatarra Watto, donde el jedi Qui-Gon Jinn se encuentra con el joven Anakin Skywalker,permite que la ciudad prospere, y la trata de esclavos es una de sus principales actividades económicas. Incluso tienen su propio barrio en las afueras.
Cada año, el festival Boonta se lleva a cabo en el estadio Mos Espa. Esta es la carrera de mods más grande de Tatooine. Con una capacidad para más de cien mil espectadores de toda la Galaxia, registra la mayor tasa de mortalidad. Durante la carrera, dieciocho módulos compiten a más de setecientos kilómetros por hora por ser los primeros en cruzar la meta.
Sin embargo, Mos Eisley fue la ciudad más grande de Tatooine durante el período imperial. Es el mayor puerto espacial del planeta, con sus trescientos sesenta y dos hangares, y atrae principalmente a comerciantes, contrabandistas y delincuentes. Uno de sus lugares emblemáticos es la cantina Chalmun donde el joven Luke Skywalker y el jedi Obi-Wan Kenobi conocen a los contrabandistas Chewbacca y Han Solo.
Por último, Mos Pelgo es un pequeño pueblo formado por una calle principal en la que se encuentra una veintena de casas. Después de la caída del Imperio, el pueblo fue protegido por el mariscal Cobb Vanth. Cuando Mos Pelgo es atacado por un dragón krayt, sus habitantes, los tusken y el cazarrecompensas apodado El Mandaloriano se unen para derrotarlo.

## Política
Tatooine estuvo fuera del margen de la Antigua República bajo el mandato de los hutts hasta el periodo de las Guerras Clon cuando Jabba el Hutt hizo una alianza con los jedis de la República para permitir el paso de tropas por el territorio del borde exterior a cambio de que rescataran a su hijo. No se sabe por cuánto tiempo se mantuvo este acuerdo pero se cree que cuando se estableció el Imperio Galáctico, cayó bajo su yugo gracias a este. Las tropas imperiales mantenían un control completo sobre las extensas áreas del planeta. Entre los soldados de arena, algunos montaban dewbacks, otros iban a pie, y tenían una fuerte resistencia al calor de los dos soles del planeta.
Innumerables puertos espaciales, asentamientos mineros y poblaciones de forajidos, cubrían las desérticas dunas de Tatooine. Los más importantes son Anchorhead, Allon, Bestine, Arnthout, Mos Eisley, Mos Espa, Mos Shuuta, Mos Gamos, Mos Osnoe, Mos Zabu y Mos Pelgo, donde la escoria de la galaxia se reunía a negociar o a disfrutar de un buen trago. La cantina de Mos Eisley era un sitio muy particular donde se decía que estaban los mejores pilotos espaciales.

## Apariciones
- Lego Star Wars
- Lego Star Wars II: The Original Trilogy
- Star Wars: Battlefront
- Star Wars: Battlefront II
- Star Wars: Empire At War
- Star Wars: Bounty Hunter
- Star Wars: Droid Works
- Star Wars: Episodio I - La amenaza fantasma
- Star Wars: Episodio I - La amenaza fantasma (novela)
- Star Wars: Episodio II - El ataque de los Clones
- Star Wars: Episodio III - La venganza de los Sith
- Star Wars:  Episodio IV - Una nueva esperanza
- Rogue One: una historia de Star Wars (solo mencionado)
- Star Wars: Episodio V - El Imperio contraataca (solo mencionado)
- Star Wars: Episode VI - Return of the Jedi
- Star Wars Episodio III: La Venganza de los Sith (videojuego)
- Star Wars: Galactic Battlegrounds (no canónico)
- Star Wars: Galactic Battlegrounds: Clone Campaigns
- Star Wars Galaxies: An Empire Divided
- Star Wars: Knights Of The Old Republic (videojuego)
- Star Wars: Knights Of The Old Republic II: The Sith Lords (videojuego; solo mencionado)
- Star Wars Jedi Knight: Jedi Academy (videojuego)
- Star Wars: Rogue Squadron (videojuego; ambos niveles 1 y un nivel de bonus se sitúan en Tatooine)
- Star Wars: The Old Republic (videojuego)
- Angry Birds Star Wars (videojuego)
- Club Penguin: Star Wars - La invasión (videojuego en línea)
- El Mandaloriano: Episodio 9 y 10 (se sitúan en Tatooine)

## Menciones fuera de la saga
El astrónomo polaco Maciej Konacki descubrió en 2005 un planeta en el sistema múltiple HD 188753. Decidió llamarlo Tatooine por su afición a la saga Star Wars y debido a las similitudes vistas por él respecto al planeta de ficción.
El mismo autor creó el acrónimo T.A.T.O.O.I.N.E. (The Attempt To Observe Outer-planets In Non-single-stellar Environments) para dar nombre al tipo de planetas formados en sistemas múltiples, algo que se consideraba imposible hasta ese momento.